# Gna

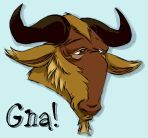
Logo GNA!

GNA to stowarzyszenie, które założył Loïc Dachary w celu dystrybucji wolnego oprogramowania. Nazwa rozwijała się do "Gna's Not Axis" (ang. Gna to nie Axis). 
12 kwietnia 2001 GNA stała się francuskim oddziałem Free Software Foundation (FSF).
Pod koniec 2003 roku serwer GNU Savannah został wymieniony przez FSF USA w wyniku naruszenia jego bezpieczeństwa. Między FSF USA, które posiadało nowy serwer, ale nie było wcześniej zaangażowane w Savannah, a ekipą obsługującą Savannah oraz twórców jego oprogramowania (Savane) doszło do sporu. FSF USA zagroziło wówczas przejściem na oprogramowanie GForge.
W tej sytuacji Dachary (który zakładał wcześniej GNU Savannah) oraz kilku innych byłych opiekunów Savannah stworzyli własny serwis Gna!, który jest kontynuacją Savannah, ale pod kontrolą francuskiego oddziału Free Software Foundation. Obecnie nazwę Gna! rozwija się jako "Gna's Not an Acronym" (Gna! to nie akronim). Projekt zarządza zespół pod patronatem FSF France i zapewnia między innymi repozytorium CVS, miejsce na pliki i system śledzenia błędów.